# Katedrála v Dagupanu
Metropolitní katedrála sv. Jana Evangelisty, obecně známá jako dagupanská katedrála, se nachází podél ulice Burgos v Dagupanu ve filipínské provincii Pangasinan. Je to katedrála římskokatolické arcidiecéze Lingayen-Dagupan. Její titulární hlavou je arcibiskup Socrates B. Villegas.

## Historie
Na počátku 60. let 16. století zde byl postaven kostel, který byl však zničen během dagupanského povstání v roce 1660. Kostel byl obnoven v roce 1816, kdy jej postavil otec Vicente Iztequi.

## Funkce a uspořádání
Kostel nesl náznaky španělské architektury s velkými vnějšími příporami, postavenými z cihel a malty. Na jedné straně stála tradiční zvonice.

## Galerie

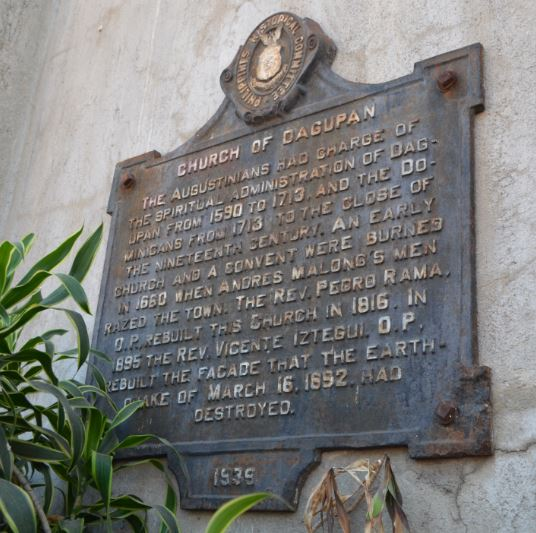
Pamětní deska katedrály
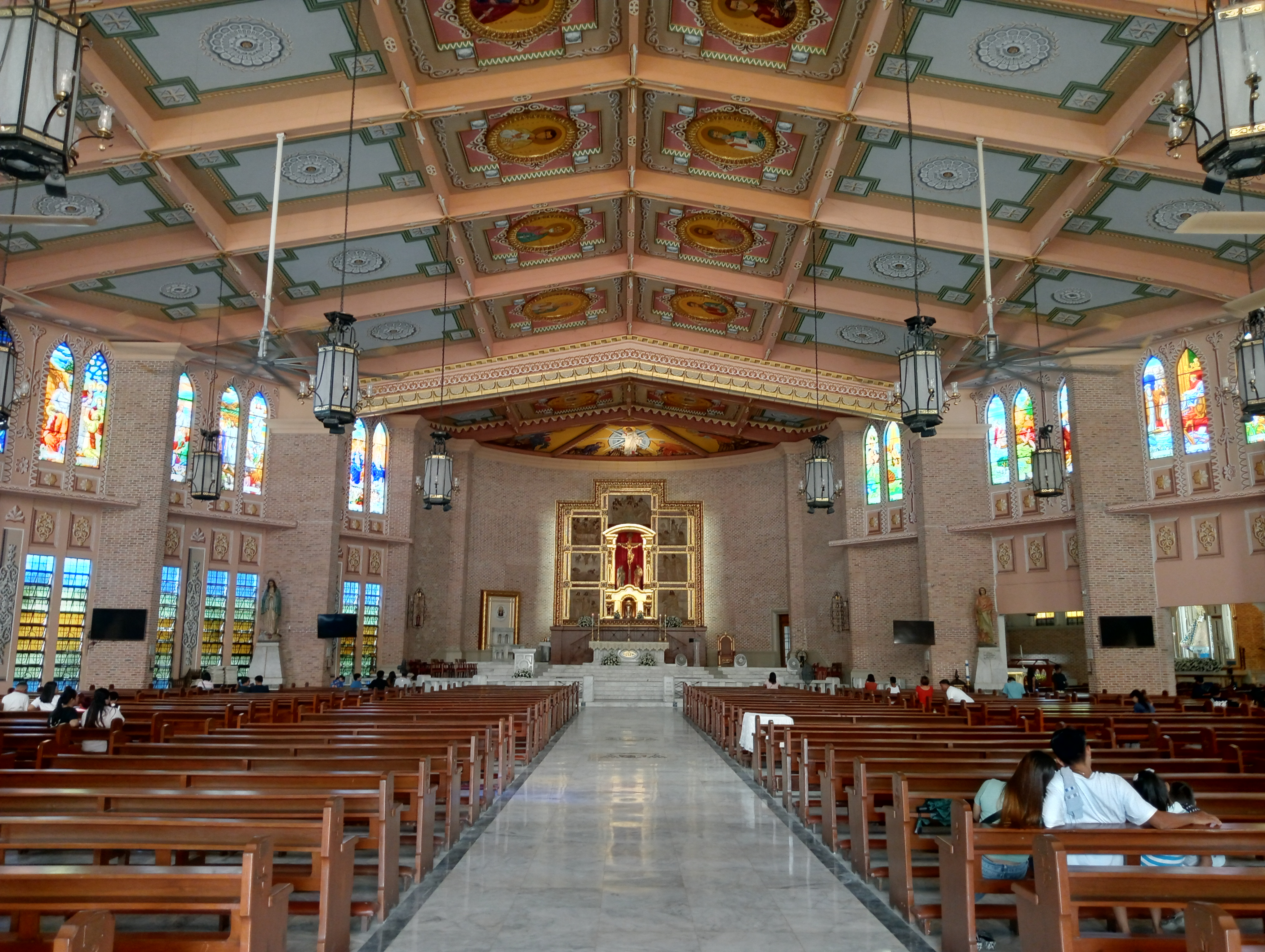
Interiér katedrály v roce 2024
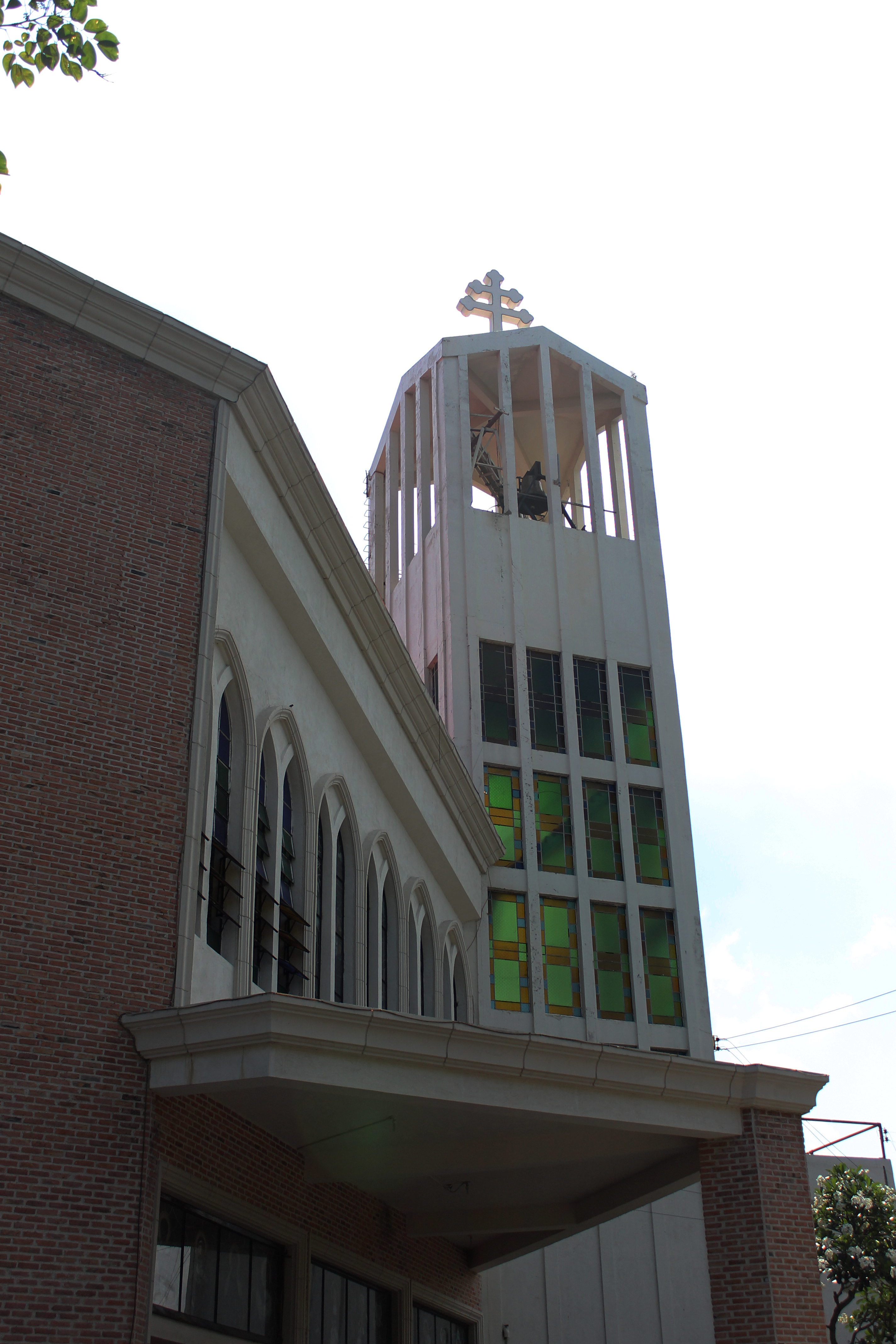
Zvonice katedrály
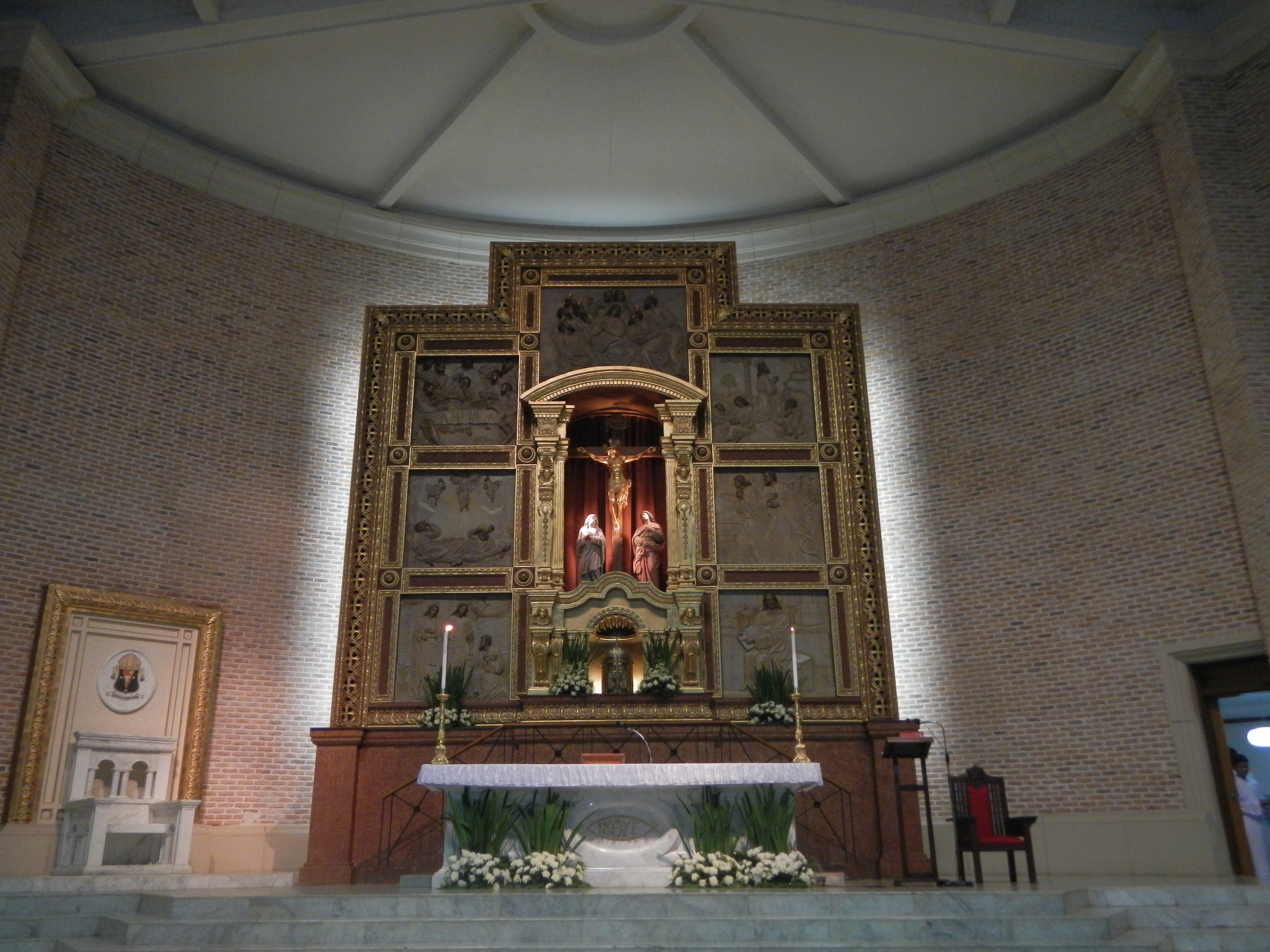
Katedrální oltář
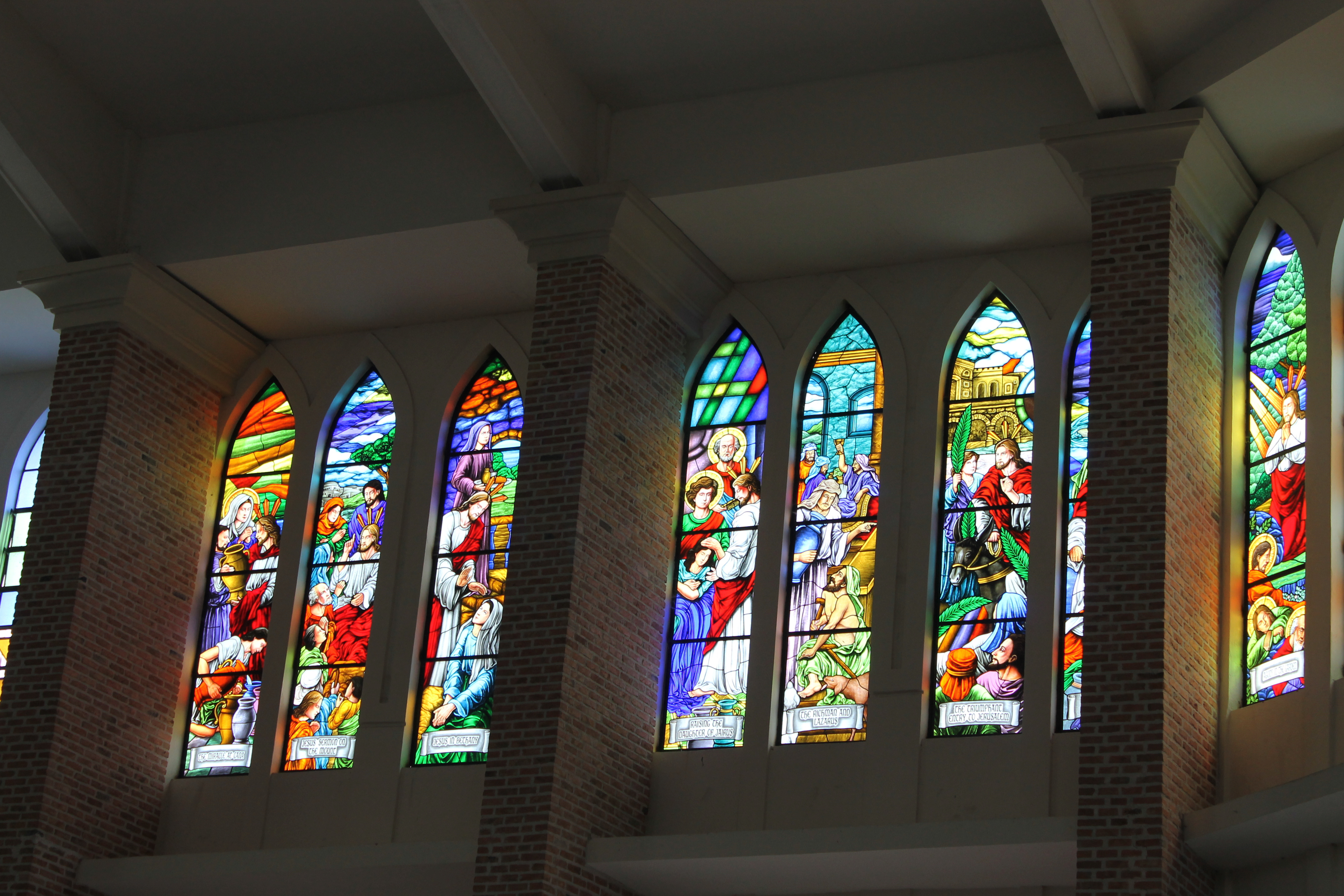
Vitrážová okna